# Cima Borcola
La Cima Borcola (2392 m s.l.m.) è un monte delle Dolomiti di Brenta nelle Alpi Retiche meridionali. Si trova nella catena orientale del Sottogruppo della Campa, in Val di Non, nel Parco naturale Adamello Brenta. Sulla cima è presente una grande croce metallica alta più di 9 metri.

## Descrizione
Il grosso corno roccioso si eleva a nord-est della Cima della Sporata (conosciuta anche come Croz de la Madonna, 2494 m) ed è separato dalla Cima Trettel (2334 m), che si trova a nord-est, dalla Bocchetta della Borcola. Le due cime, Borcola e Trettel, sono le ultime due cime della catena orientale della Campa.

## Accessi
- Dalla Malga Campa (1978 m): si sale da un ripido canalone fino alla Bocchetta della Borcola, successivamente calando sul versante opposto e poi volgendo a destra si raggiunge un canalone che porta alla vetta. (Ore: 1.30. Difficoltà: impegnativo).[2][3]
- Dalla Bocchetta della Sporata (conosciuta anche come Pas dele Madonine 2440 m): si sale dal versante opposto, Est. (Meno impegnativo).[2]

## Traversate
- Alla Cima della Sporata (2496 m): seguendo la cresta che conduce alla cima, tenendosi più bassi sul lato Est per evitare le frastagliature della cresta.[1]
- Scalata verso la Cima Borcola passando per tre malghe: si parcheggia a Malga Arza (1507 m), da qui seguendo i sentieri SAT 330 e 339 si raggiunge Malga Loverdina (1771 m). Proseguendo poi sul sentiero SAT 370 si arriva alla Malga Campa (1978 m), da qui si sale in un'ora e mezza alla Cima. (Ore: 4.30; distanza 10 km circa).[4]